# Melocactus smithii
Melocactus smithii är en kaktusväxtart som först beskrevs av Alexander, och fick sitt nu gällande namn av Albert Frederik Hendrik Buining. Melocactus smithii ingår i släktet Melocactus och familjen kaktusväxter. Inga underarter finns listade i Catalogue of Life.